# Мінська округа (БРСР)
Мінська округа (біл. Менская акруга) — адміністративно-територіальна одиниця Білоруської РСР, що існувала з липня 1924 по липень 1930 року. Адміністративним центром було місто Мінськ. Офіційним друкованим органом округи була газета «Беларуская вёска».

## Історія
Спочатку включала 11 районів: Заславський, Койдановський, Логойський, Острошицько-Городоцький, Пуховицький, Самохваловицький, Смиловицький, Смолевицький, Узденський, Червенський, Шацький. Станом на 20 серпня 1924, райони округи поділялися на 120 сільрад.
9 червня 1927 року до складу Мінської округи увійшли 7 районів розпущеної Борисовської округи: Бегомльський, Березинський, Борисовський, Зембинський, Крупський (18 червня 1927 р. переданий Оршанській окрузі), Плещеницький, Холопеницький та 2 райони Слуцької округи: Греський і Копильський. Після цього розширення територія Мінської округи зросла до 21 421 км², а населення — до 887,7 тис. 
4 серпня 1927 року було розформовано Шацький район, а 27 вересня 1927 — Зембинський.
Округу скасовано в липні 1930 року.

## Населення
За даними перепису 1926 року чисельність населення становила 539,5 тис. душ, у тому числі білорусів — 79,8%, євреїв — 13,1%, росіян — 3,1%, поляків — 2,5%.